# Catharine MacKinnon
Catharine Alice MacKinnon (Minneapolis, Minnesota, 7 d'octubre de 1946) és una jurista acadèmica, advocada, professora, escriptora i activista feminista estatunidenca. Especialitzada en igualtat de gènere en dret internacional i constitucional i en teoria política i legal, va ser pionera a reclamar legislació contra l'assetjament sexual. Al costat d'Andrea Dworkin, va crear ordenances que reconeixien la pornografia com una violació dels drets civils. La Cort Suprema de Canadà va acceptar en gran manera els seus enfocaments sobre la igualtat, la pornografia i el discurs d'odi. El treball de MacKinnon se centra en l'explotació i l'abús sexual, inclòs l'assetjament sexual, la violació, la prostitució, el tràfic sexual i la pornografia.
Des de 1990 és professora a la Facultat de Dret de la Universitat de Michigan i professora visitant de Dret a la Facultat de Dret de Harvard. D'entre els anys 2008 i 2012 va ser assessora especialitzada en qüestions de gènere del Fiscal de la Cort Penal Internacional.
És autora d'una dotzena de llibres, d'entre els quals Sexual Harassment of Working Women (1979), Feminism Unmodified (1987) descrit com un dels llibres més citats de lleis en anglès, Toward a Feminist Theory of the State (1989); Only Words (1993); un llibre de casos Sex Equality (2001 i 2007); Women's Lives, Men's Laws (2005) i Butterfly Politics (2017).

## Biografia
MacKinnon va néixer a Minneapolis i va ser la major dels tres fills d'Elizabeth Valentine Davis i George E. MacKinnon. El seu pare era advocat, congressista (1947-1949) i jutge a la Cort d'Apel·lacions dels Estats Units per al Circuit del Districte de Columbia (1969-1995).
MacKinnon va ser la tercera generació de la seva família a assistir a la universitat (la seva mare, Smith College, a Massachusetts). Es va llicenciar a la Universitat Yale l'any 1977 i va obtenir un doctorat en Ciències Polítiques, també de Yale, l'any 1987. Mentre estava a Yale va obtenir una beca de la Fundació Nacional de Ciències.

### Carrera professional
MacKinnon és professora de Dret Elizabeth A. Long en la Facultat de Dret de la Universitat de Michigan i professora visitant de Dret James Barr Ames a l'Escola de Dret de Harvard. L'any 2007 va exercir com a professora visitant de dret a l'Escola de Dret de Harvard i també va visitar la Universitat d'Austràlia Occidental, la Universitat de Sant Diego, la Universitat d'Hebreu, l'Escola de Dret de Columbia, la Universitat de Chicago. Basilea, Facultat de Dret de Yale, Facultat de Dret de Osgood Hall, Facultat de Dret de UCLA i Facultat de Dret de Stanford.
MacKinnon és una erudita en temes legals, citada en nombrosos treballs i oradora pública habitual. Les seves reflexions i treballs se centren en les àrees d'assetjament sexual, pornografia i prostitució, i treball internacional. També ha escrit extensament sobre teoria i metodologia social i política. L'any 2009 va participar en un debat organitzat per la Itelligence Squared O.S. advocant per la posició "és incorrecte de pagar per sexe"

## Recerques i treballs

### Assetjament sexual
Segons un article publicat per Deborah Dinner a Legal Affairs l'any 2006 MacKinnon es va interessar inicialment en el que es va conèixer com a assetjament sexual després de tenir coneixement del cas d'una administrativa de la Universitat Cornel que va dimitir després d'haver estat hospitalitzada per aquest motiu.
L'any 1977, MacKinnon es va graduar a la Universitat Yale després d'haver escrit un document sobre l'assetjament sexual per al Professor Thomas I. Emerson argumentant que va ser una forma de discriminació basada en el sexe. Dos anys després, la Universitat Yale va publicar el seu llibre Sexual Harassment of Working Women: A case of Sex Discrimination (1979) creant la demanda legal d'assetjament sexual com una forma de discriminació sexual sota el Títol VII de la Llei de Drets Civils de 1964 i qualsevol altra prohibició de discriminació sexual.
Ella també va concebre la reclamació legal per assetjament sexual com a discriminació sexual en educació en el Títol IX, que va ser establert a través d'un litigi presentat per estudiants universitaris de Yale a Alexander v. Yale. Mentre la demandant que va arribar a judici, Pamela Price va perdre, el cas va establir la llei: el Tribunal d'Apel·lacions del Segon Circuit dels EE. UU. va reconèixer que segons l'estatut de drets civils, Títol IX de les Esmenes d'Educació de 1972, les escoles han de comptar amb procediments per abordar l'assetjament sexual.
En el seu llibre, MacKinnon va argumentar que l'assetjament sexual és discriminació sexual perquè l'acte és un producte de, i produeix, la desigualtat social entre dones i homes (veure, per exemple, pàg. 116-18, 174). Ella distingeix dos tipus d'assetjament sexual (vegeu les pàgines 32-42): 1) "quid pro quo", que significa assetjament sexual "en el qual s'intercanvia el compliment sexual, o es proposa que s'intercanviï, per una oportunitat d'ocupació (p.) "i 2) el tipus d'assetjament que sorgeix quan l'assetjament sexual és una condició persistent del treball (p. En 1980, la Comissió d'Igualtat d'Oportunitats en l'Ocupació va seguir el marc de MacKinnon en adoptar pautes que prohibeixen l'assetjament sexual en prohibir tant l'assetjament per quid pro quo com la fustigació en l'entorn laboral hostil (veure 29 C.F.R. § 1604.11 (a)). Els tribunals també van utilitzar els conceptes.
L'any 1986, el Tribunal Suprem de Meritor Savings Bank v. Vinson va establir que l'assetjament sexual pot violar lleis en contra de la discriminació de sexe. A Meritor, el Tribunal va reconèixer la distinció entre quid pro quo sexual assetjament i lloc de treball hostil per assetjament.
El llibre de MacKinnon Sexual Harassment of Working Women: A Case of Sex Discrimination és el vuitè llibre legal nord-americà més citat des de 1978, segons un estudi publicat per Fred R. Shapiro al gener del 2000.

### Pornografia
MacKinnon, i l'activista feminista Andrea Dworkin, van lluitar per modificar la legislació sobre la pornografia al·ludint al fet que es tracta d'una violació dels drets civils i d'una forma de discriminació de sexe i tràfic de persones. Ambdues defineixen pornografia com el següent:
la subordinació sexualment explícita de les dones a través d'imatges deshumanitzades com a objectes sexuals, coses o productes; gaudint del dolor o la humiliació o la violació; estar lligat, tallat, mutilat, magolat o en postures de submissió sexual o servilisme o exhibició; reduït a parts del cos, penetrat per objectes o animals, o presentat en escenaris de degradació, lesions, tortura; mostrat com a brut o inferior; sagnat, magolat o ferit en un context que fa aquestes condicions sexuals
A Cap a una Teoria Feminista de l'Estat MacKinnon escriu "La pornografia, des del punt de vista feminista, és una forma de sexe forçat, una pràctica de la política sexual i la institució de la desigualtat de gènere". Segons el documentat per amplis estudis empírics, escriu: "La pornografia contribueix causalment a les actituds i conductes de violència i discriminació que defineixen el tractament i l'estat de la meitat de la població.

#### Lleis antipornografia
L'any 1980, Limita Boreman (qui havia aparegut sota el nom de Linda Lovelace a la pel·lícula pornogràfica Gola profunda) va afirmar que el seu exmarit, Chuck Traynor, l'havia coaccionat violentament perquè fes Gola profunda i altres pel·lícules pornogràfiques. Boreman ho va explicar en una conferència de premsa, amb MacKinnon, membres del moviment Women Against Pornography i l'escriptora feminista Andrea Dworkin oferint declaracions en suport. Després de la conferència de premsa, Dworkin, MacKinnon, Boreman i Gloria Steinem es van plantejar la possibilitat de denunciar i reclamar danys a Traynor i els creadors de la pel·lícula sobre la base de la llei federal de drets civils, però no va ser possible per haver prescrit.
MacKinnon i Dworkin van continuar plantejant-se els litigis de drets civils, específicament la discriminació sexual com a possible enfocament per combatre la pornografia. MacKinnon s'oposava als arguments i lleis tradicionals en contra la pornografia basats en la idea de moralitat o innocència sexual, així com l'ús de llei d'obscenitat criminal tradicional per suprimir la pornografia. Condemnant la pornografia per violar els "estàndards comunitaris" de decència o modèstia sexual, els ha qualificat com una forma de pornografia i se'ls ha fet abusar sexualment. Les seves ordenances de lluita contra la pornografia només van poder ser utilitzats amb el material sexualment explícit.
L'any 1983, el govern de la ciutat de Minneapolis va contractar a MacKinnon i Dworkin per redactar una ordenança de llei civil contra la pornografia com una esmena a l'ordenança de drets humans de la ciutat de Minneapolis. L'esmena va definir la pornografia com una violació contra els drets civils de les dones els qui reclamen els danys del tràfic de pornografia als productors i distribuïdors en un tribunal civil.

## Teoria política
MacKinnon sosté que la desigualtat entre dones i homes en la majoria de les societats forma una jerarquia que institucionalitza el domini masculí, subordinant a les dones, en un acord racionalitzat i, sovint, percebut com a natural. Escriu sobre les interrelacions entre la teoria i la pràctica, reconeixent que les experiències de les dones, en la seva major part, han estat ignorades en tots dos àmbits. A més, utilitza el marxisme per criticar certs punts del feminisme liberal en la teoria feminista i usa el feminisme radical per criticar la teoria marxista. [29] MacKinnon assenyala la crítica de Marx a la teoria que va tractar la divisió de classes com un esdeveniment espontani que va ocórrer naturalment. Entén l'epistemologia com a teories del coneixement i la política com a teories del poder: "Tenir poder significa, entre altres coses, que quan algú diu" així és com és ", es considera que és així ... No tenir poder significa que quan dius "així és", no és una forma de fer les coses que ho fa fàcil, és una forma de trobar la presència d'absència, que ha estat socialment desproveïda de credibilitat, necessària per a l'epistemologia d'una política dels quals no tenen poder".
L'any 1996, Fred R. Shapiro va calcular que "Feminism, Marxism, Method, and the State: Toward Feminist Jurisprudence", 8 Signs 635 (1983), va anar l'article número 96 més citat en la llei, encara que no es va publicar en una revista de dret.